# Georg Schrötter
Georg Schrötter (* 1650 in Grüssau, Herzogtum Schweidnitz; † 1717 vermutlich ebenda) war ein deutscher Bildhauer.

## Leben
Schrötter war der Sohn eines Grüssauer Tischlers. Nachdem seine Begabung vom Grüssauer Zisterzienserabt Bernhard Rosa erkannt wurde, erhielt er auf Kosten des Klosters eine Bildhauerausbildung in Prag. Anschließend wurde er zum Leiter der Grüssauer Kunstwerkstätte berufen, die nicht nur für das Grüssauer Kloster tätig war, sondern auch Arbeiten für andere Auftraggeber ausführte.

## Werke
- Kloster Grüssau
  - Loreto-Kapelle: Statue der „Madonna von Loreto“ für die Vorgängerkapelle (1676)
  - Josephskirche: Kanzel mit Flachreliefs aus dem Leben des hl. Joseph und Gottvaterfigur in der Bekrönung (zugeschrieben)
  - Maria-Magdalena-Kapelle: Lebensgroße Figur Christi aus Metall in der Grabkammer (1678)
- Grüssauer Stiftsland:
  - Neuen, Filialkirche St. Laurentius: Architektonischer Hauptaltar mit Figuren der Heiligen Joseph, Anna, Katharina und Barbara (nach 1728 aus der Grüssauer Klosterkirche überführt); geschnitzte Seitenaltäre (1686)
  - Ullersdorf, Kirche Vierzehnheiligen: Hauptaltar (1728 aus der Grüssauer Klosterkirche überführt)
  - Albendorf, Filialkirche Mariä Geburt: Hauptaltar mit Figuren der Heiligen Augustinus, Gregor, Antonius und Franz (1670 für die Klosterkirche Grüssau geschaffen, später hierher überführt)
  - Schömberg: Kanzel für die Pfarrkirche St. Joseph (jetzt Heilige Familie) (1686)
- Striegau: Vier große Ordensbilder auf Holz, sechs kleine Engel und Auferstehungsbild für den Tabernakel des Hochaltars
- Kloster Heinrichau: Architektonischer Hauptaltar (mit Gemälden von Michael Willmann) (1681–1684)
- Kloster Kamenz, Klosterkirche: Schnitzaltar „Vierzehn Nothelfer“ (1702)